# Aterisament
Un aterisament este un depozit de aluviuni depus în spatele lucrărilor transversale de combatere a eroziunii de adâncime ca: baraje, cleionaje, praguri. Depunerile solide provin din procesul de eroziune, care în timp realizează panta de compensație în lungul ravenei sau torentului, completând cu terasament zona din spatele barajului până la cota coronamentului. Efectul maxim antierozional se obține atunci când aterisamentul, ajuns la cota coronamentului, se consolidează biologic cu vegetație silvică.
Barajele antierozionale acționează direct asupra pantei barajului străbătut de torent și prin acumularea de parte solidă (aterisament) în spatele barajului se reduce efectul de colmatare din aval.
În aterisamentele formate, panta cu valoarea cea mai mică se înregistrează la lucrările din aval, iar valorile mai ridicate ale pantei sunt distribuite lucrărilor aflate în amonte. Acest lucru se datorează în special granulometriei aluviunilor, la lucrările din aval predominând aluviunile mai fine, pe când la cele din amonte cele mai grosiere. Vegetația instalată natural sau antropic pe aterisamentele formate, păstrându-se totodată secțiunea de scurgere a debitelor, vine în sprijinul desăvârșirii sistemelor de corectare a scurgerilor și refacere a ecosistemelor forestiere. Activitatea torențială se reduce pe văile amenajate și astfel vegetația găsește condiții prielnice pentru instalare. Datorită instalării acesteia, terenurile degradate sau puternic erodate, reintră în circuitul productiv, totodată reducând scurgerile de suprafață și protejând malurile și albiile în timpul viiturilor.

## Legături externe
- „Aterisament” la DEX online